# سیکلید سوراخ‌کلید
سیکلید سوراخ‌کلید (Cleithracara maronii) گونه‌ای ماهی از خانواده سیکلیدها و بومی مناطق گرمسیری آمریکای جنوبی است که در حوضه پایینی رود اورینوکو در ونزوئلا و حوضه رودخانه گویان‌ها وجود دارد. سیکلید سوراخ کلید تنها گونه از سردۀ Cleithracara است. این گونه در میان علاقه‌مندان به ماهیگیری محبوب است و اغلب در آکواریوم‌ها نگهداری می‌شود.
این گونه از سخت پوستان، حشرات و سایر بی‌مهرگان تغذیه می‌کند.

## در آکواریوم
این گونه برای آکواریوم داران گونه محبوب و مناسبی است و طیف گسترده‌ای از غذاهای متنوع از جمله غذاهای خشک و منجمد را خورد. محیط آکواریوم باید شبیه زیستگاه طبیعی و شامل گیاهان و مخفیگاه‌های متعدد باشد.